# Apache Lenya
Apache Lenya – system zarządzania treścią napisany w Java/XML, oparty na frameworku Apache Cocoon. System posiada planowanie wydarzeń, kontrolę wersji, wyszukiwarkę, edytory WYSIWYG.
Lenya pierwotnie została uruchomiona przez Michaela Wechnera na początku 1999 w celu zarządzania treścią dla prasy. Michael Wechner wcześniej pracował nad badaniami naukowymi w dziedzinie fizyki pisząc symulacje komputerowe dotyczące wzrostu dendrytu.
Na początku 2000 Michael współufundował projekt Wyona, który był kontynuacją systemu Lenya w oparciu o interaktywne wydanie gazety Neue Zürcher Zeitung. Nazwa Lenya jest połączeniem imion jego dwóch synów Levi'ego i Vanya.
Wiosną 2003, Wyona podarowała system Lenya fundacji Apache Software, gdzie Lenya stała się 
Projektem Najwyższego Poziomu we wrześniu 2004.
W roku 2006 Michael Wechner rozpoczął pracę nad bliźniaczym projektem Yanel (anagram słowa Lenya).